# 26168 Kanaikiyotaka
26168 Kanaikiyotaka este un asteroid din centura principală de asteroizi.

## Descriere
26168 Kanaikiyotaka este un asteroid din centura principală de asteroizi. A fost descoperit pe 24 noiembrie 1995 la Ojima de T. Niijima. Asteroidul prezintă o orbită caracterizată de o semiaxă mare de 2,23 ua, o excentricitate de 0,16 și o înclinație de 4,7° în raport cu ecliptica.